# Comuna Menkivka, Radomîșl
Menkivka (în ucraineană Меньківська сільська рада) este o comună în raionul Radomîșl, regiunea Jîtomîr, Ucraina, formată din satele Hodorî, Horodciîn și Menkivka (reședința).

## Demografie
Componența lingvistică a comunei Menkivka
     Ucraineană (98,41%)
     Rusă (1,59%)
Conform recensământului din 2001, majoritatea populației comunei Menkivka era vorbitoare de ucraineană (98,41%), existând în minoritate și vorbitori de rusă (1,59%).